# Nordkoreanische Fußballnationalmannschaft der Frauen
Die nordkoreanische Fußballnationalmannschaft der Frauen repräsentiert Nordkorea im internationalen Frauenfußball. Die Nationalmannschaft ist dem nordkoreanischen Fußballverband unterstellt. Die nordkoreanische Auswahl gehört zu den stärksten Mannschaften in Asien. Bislang wurde sie dreimal Asienmeister. Für die Weltmeisterschaft konnte sie sich viermal qualifizieren, schied aber dreimal in der Vorrunde aus. 2008 nahm sie erstmals an den Olympischen Spielen teil, schied aber als schlechtester Gruppendritter in der Vorrunde aus. Aktuell wird die Mannschaft von Sin Ui-gun trainiert.

## Geschichte
Die Geschichte organisierten Frauenfußballs in Nordkorea begann der staatlichen Nachrichtenagentur zufolge im Jahre 1985. In der damaligen South Phyongan Provincial Sports Group (평안남도체육선수단) wurde eine Frauenfußballmannschaft gebildet, und weitere folgten. Am 19. Mai 1986 wurde ein Trainingsspiel im Pjöngjanger Kim-Il-sung-Stadion ausgetragen.
Bei der Asienmeisterschaft der Frauen 1989 bestritt die Nordkoreanische Mannschaft erstmals ein Länderspiel. Zum Auftakt verlor man allerdings mit 1:4 gegen die damals noch dominierenden Chinesinnen, und auch gegen Taiwan verlor Nordkorea mit 1:3. Den ersten Sieg konnte man beim 4:0 über Thailand feiern, zum Weiterkommen reichte es aber nicht mehr. Bereits ein Jahr später zeigten sich jedoch bereits einige Fortschritte, bei den Asienspielen 1990 in China beendete Nordkorea die Spiele hinter China und Japan auf dem dritten Platz und gewann mit der Bronzemedaille den ersten Titel für den Frauenfußball Nordkoreas.
Die Asienmeisterschaft 1991 war auch gleichzeitig das asiatische Qualifikationsturnier für die erste Weltmeisterschaft im gleichen Jahr. Nordkorea beendete die Gruppenphase als Gruppenzweiter hinter Japan und traf im Halbfinale auf China, dort unterlagen die Nordkoreanerinnen mit 0:1. Im entscheidenden Spiel um den dritten und letzten WM-Platz stand es nach 120 Minuten zwischen Nordkorea und Taiwan torlos, sodass das Elfmeterschießen über den letzten asiatischen WM-Teilnehmer entschied; Nordkorea verlor mit 4:5 und verpasste damit knapp die Qualifikation. Bei der Asienmeisterschaft 1993 gelangen dann der Gruppensieg und der Einzug ins Finale, dort unterlag man aber zum wiederholten Male der chinesischen Mannschaft. Nach dem 0:3 musste sich die Mannschaft mit dem zweiten Platz zufriedengeben. Zu den Asienspielen 1994, welche im japanischen Hiroshima ausgetragen wurden und als Qualifikation zur WM 1995 dienten, reiste die Mannschaft nicht an. Auch bei der Asienmeisterschaft 1995 war Nordkorea nicht dabei.
Die Qualifikation zur Weltmeisterschaft 1999 schaffte man über die Asienmeisterschaft 1997. Im Vorrundenspiel gegen China in Guangzhou unterlag man mit 1:3 und beendete die Gruppenphase als Gruppenzweiter. Das entscheidende Halbfinale gegen Japan wurde allerdings mit 1:0 gewonnen, damit war Nordkorea erstmals für die Weltmeisterschaft qualifiziert. Im Finale unterlag man erneut der chinesischen Mannschaft, diesmal mit 0:2. Auch das Finale der Asienspiele 1998 verlor man mit 0:1 gegen denselben Gegner.
Bei der WM 1999 traf das erstmals qualifizierte Nordkorea auf die Mannschaften des Gastgebers USA sowie auf Nigeria und Dänemark. Das erste WM-Spiel gegen die Afrikanerinnen ging mit 1:2 verloren, vier Tage später bezwang man Dänemark mit 3:1 und hatte noch Chancen auf das Weiterkommen, die sich allerdings nach dem 0:3 gegen die USA nicht erfüllten. Mit drei Punkten schied Nordkorea bei der ersten Teilnahme als Gruppendritter aus.
Die Endrunde der Asienmeisterschaft 2001 brachte dann den ersten Titelgewinn im Frauenfußball für Nordkorea. Nachdem man in der Vorrunde gegen Singapur den bisher höchsten Sieg (24:0) in einem Frauenländerspiel erzielt hatte, wurde im Halbfinale der erste Sieg über China nach 12 Jahren eingefahren. Der bisherige Titelverteidiger wurde mit 3:1 besiegt. Das Finale gegen Japan gewann die Mannschaft durch die Tore von Ri Kum-suk in der 68. Minute und Ri Un-gyong in der 75. Minute mit 2:0 und war damit erstmals Asienmeister. Ein Jahr später gewann die Mannschaft auch die Asienspiele mit zwei Punkten Vorsprung vor China. Der asiatische Titel wurde 2003 beim 2:1 über China im Finale verteidigt.
Die Auslosung der Gruppenphase zur WM 2003 ergab, dass Nordkorea erneut auf die Mannschaften der USA und Nigeria treffen würde. Zudem war auch Schweden Gegner bei der Endrunde. Beim 3:0 über Nigeria gelang den Ostasiatinnen ein guter Start, gegen Schweden verlor man allerdings knapp mit 0:1. Das letzte Gruppenspiel gegen die USA ging wie schon vier Jahre zuvor mit 0:3 verloren, so dass Nordkorea erneut nach der Vorrunde die Heimreise antreten musste. Im Jahr 2004 wurde auch die Qualifikation für die Olympischen Spiele in Athen verpasst, im entscheidenden Halbfinale verlor Nordkorea gegen den Gastgeber der Qualifikation Japan mit 0:3.
Die Asienmeisterschaft 2006 endete für Nordkorea enttäuschend, im Halbfinale verlor die Mannschaft gegen China mit 0:1. Nach den anschließenden Übergriffen nordkoreanischer Spielerinnen auf die italienische Unparteiische Anna De Toni belegte die FIFA Torhüterin Han Hye-yong mit einer einjährigen Sperre und die AFC die Abwehrspielerinnen Sonu Kyong-sun und Song Jong-sun mit einer viermonatigen Sperre und einer Strafe von je 3000 US$. Immerhin gewann die Mannschaft aber noch den für die direkte WM-Qualifikation berechtigenden dritten Platz nach einem 3:2 über Japan. Bei den Asienspielen 2006 gewann Nordkorea erneut Gold; im Finale wurde Japan im Elfmeterschießen mit 4:2 besiegt.
Bei der WM 2007 in China trafen die Nordkoreanerinnen zum dritten Mal in Folge auf die USA und Nigeria und zum zweiten Mal auf Schweden. Zum Beginn des Turniers erreichte Nordkorea ein überraschendes 2:2 gegen die USA. Das zweite Gruppenspiel gewannen die Asiatinnen mit 2:0 gegen Nigeria, somit war man trotz der anschließenden Niederlage gegen Schweden für das Viertelfinale qualifiziert. In der Runde der letzten acht musste man sich nach einem harten Kampf und lange Zeit ausgeglichenem Spiel dem Titelverteidiger und späteren Weltmeister Deutschland mit 0:3 geschlagen geben.
Beim Qualifikationsturnier für die Olympischen Spiele konnte sich Nordkorea souverän als Gruppensieger durchsetzen. Die Mannschaft beendete die Qualifikation mit sechs Siegen, darunter Heim- und Auswärtssiege gegen Australien, und 51:0 Toren. Bei seiner ersten Olympiateilnahme traf Nordkorea auf die deutsche Auswahl (0:1) sowie auf Brasilien (1:2) und Nigeria (1:0). Für die Ostasiatinnen endete die erste Teilnahme in der Vorrunde.
Den dritten Asienmeisterschaftstitel sicherte sich Nordkorea 2008 bei der Endrunde in Vietnam. Dort gewann die Auswahl alle fünf Spiele, darunter auch das 2:1 über China im Finale. Bei der darauffolgenden Asienmeisterschaft zwei Jahre später erreichte Nordkorea erneut das Finale, dort musste man sich allerdings der Mannschaft aus Australien im Elfmeterschießen geschlagen geben. Der Finaleinzug sicherte Nordkorea die vierte WM-Teilnahme in Folge.
Enttäuschend verlief für Nordkorea die WM 2011 in Deutschland, bei der es zum vierten Mal auf die USA traf und mit 0:2 verlor. Nachdem auch das Spiel gegen Schweden mit 0:1 verloren worden war, stand schon vor dem letzten Gruppenspiel gegen WM-Neuling Kolumbien das Aus in der Vorrunde fest. Auch gegen die Südamerikaner gelang Nordkorea kein Tor, allerdings wurde durch das 0:0 immerhin ein Punkt gewonnen, so dass die Gruppe als Dritter abgeschlossen wurde. Vor dem Spiel waren Song Jong-sun und Jong Pok-sim nach positiven A-Proben provisorisch gesperrt und nach dem Spiel alle nordkoreanischen Spielerinnen zur Dopingprobe gebeten worden. Danach verließen die Nordkoreanerinnen Deutschland fluchtartig. Am 16. Juli wurde gemeldet, dass bei drei weiteren Spielerinnen Dopingmittel nachgewiesen wurden.
In der FIFA-Weltrangliste fiel Nordkorea um vier Plätze und damit erstmals aus den Top 10. Zwischenzeitlich konnte u. a. durch die erfolgreiche Qualifikation für die Olympischen Spiele in London und den Sieg beim Vier-Nationen-Turnier 2012 Platz 8 erreicht werden.
Am 25. August 2011 gab die FIFA bekannt, dass Nordkorea von der Teilnahme an der WM 2015 in Kanada ausgeschlossen wurde, weiterhin wurden vier Spielerinnen für 18 und eine Spielerin für 14 Monate gesperrt. Nordkoreas Fußballverband musste zudem die 400.000 Euro Prämie für die erfolgreiche WM-Qualifikation zurückzahlen. Auch von der Asienmeisterschaft 2014 wurde man ausgeschlossen.
Nordkorea durfte aber an der Qualifikation für die Olympischen Spiele 2012 teilnehmen und konnte sich qualifizieren. Dort traf die Mannschaft in der Gruppenphase erstmals auf Frankreich sowie die USA und Kolumbien, gegen das Nordkorea schon bei der WM 2011 gespielt hatte. Das erste Spiel am 25. Juli 2012 bei den Olympischen Spielen in London verzögerte sich um eine Stunde und 15 Minuten. Die nordkoreanischen Offiziellen boykottierten das Spiel, da man die südkoreanische anstelle der nordkoreanischen Flagge gehisst hatte und zudem bei der Spielerinnenvorstellung auf dem Bildschirm einblendete. Die Nordkoreanerinnen gewannen das Spiel mit 2:0, verloren aber die beiden anderen Spiele, wobei sie gegen Frankreich mit 0:5 die höchste Niederlage ihrer Länderspielgeschichte kassierten. Als schlechtester Gruppendritter schied Nordkorea nach der Vorrunde aus. In der FIFA-Weltrangliste fiel Nordkorea dadurch aus den Top 10 auf Rang 11.
Die Mannschaft absolvierte zwischen dem 6. März 2019 und dem 24. September 2023 kein Länderspiel, ehe sie an den Asienspielen teilnahm. Aufgrund dieser mehrjährigen Inaktivität war Nordkorea zeitweise nicht in der FIFA-Weltrangliste vertreten.

## Nachwuchsmannschaften
Den größten Erfolg auf internationaler Ebene konnte die U-20-Auswahl feiern, bei der Weltmeisterschaft 2006 in Russland bezwang man die Mannschaften aus Deutschland, Frankreich, Brasilien und im Finale China und konnte den Weltmeisterschaftstitel erringen. Die U-17-Auswahl konnte sich bei der Weltmeisterschaft 2008 in Neuseeland im Finale gegen die USA behaupten und auch diese Weltmeisterschaft gewinnen. Die U-20-Mannschaft wurde im selben Jahr Vize-Weltmeister. 2016 konnte Nordkorea sowohl die U-17- als auch die U-20-WM gewinnen.

## Kinofilm
Die Dokumentation Hana, dul, sed porträtiert vier ehemalige Spielerinnen der nordkoreanischen Frauenfußball-Nationalmannschaft, die kurz nach der WM 2003 aufgrund der verpassten Olympiaqualifikation suspendiert wurden.

## Turnierbilanz

### Teilnahme an derFußball-Weltmeisterschaft
| Jahr | Ergebnis              | Trainer       | Meiste Spiele                 | Meiste Tore              |
| ---- | --------------------- | ------------- | ----------------------------- | ------------------------ |
| 1991 | nicht qualifiziert    |               |                               |                          |
| 1995 | nicht teilgenommen    |               |                               |                          |
| 1999 | Vorrunde              | Tong Chan     | 10 Spielerinnen mit 3 Spielen | Jo Song-ok (2)           |
| 2003 | Vorrunde              | Ri Song-gun   | 10 Spielerinnen mit 3 Spielen | Jin Pyol-hui (2)         |
| 2007 | Viertelfinale         | Kim Kwang-min | 12 Spielerinnen mit 4 Spielen | 5 Spielerinnen mit 1 Tor |
| 2011 | Vorrunde              | Kim Kwang-min | 10 Spielerinnen mit 3 Spielen | keine                    |
| 2015 | nicht spielberechtigt | -             | -                             | -                        |
| 2019 | nicht qualifiziert    | -             | -                             | -                        |
| 2023 | zurückgezogen         | -             | -                             | -                        |
| Alle |                       |               | Ri Kum-suk (9)                | Jin Pyol-hui (3)         |

### Teilnahme an denOlympischen Spielen
| - 1996: nicht qualifiziert - 2000: nicht qualifiziert - 2004: nicht qualifiziert - 2008: Vorrunde | - 2012: Vorrunde - 2016: nicht qualifiziert - 2020: zurückgezogen - 2024: nicht qualifiziert |

### Teilnahme an derFußball-Asienmeisterschaft
- 1975 bis 1986: Nicht teilgenommen
- 1989: Gruppenphase
- 1991: Vierter Platz
- 1993: Zweiter Platz
- 1995: Nicht teilgenommen
- 1997: Zweiter Platz
- 1999: Dritter Platz
- 2001: Sieger
- 2003: Sieger
- 2006: Dritter Platz
- 2008: Sieger
- 2010: Zweiter Platz
- 2014: Nicht zugelassen
- 2018: Nicht qualifiziert
- 2022: Zurückgezogen
- 2026: Qualifiziert

### Asienspiele
Nordkorea ist zusammen mit China Rekordsieger bei den Asienspielen.
| - 1990: Dritter - 1994: nicht teilgenommen - 1998: Zweiter - 2002: Erster - 2006: Erster - 2010: Zweiter - 2014: Erster - 2018: Viertelfinale - 2023: Zweiter |

### Ostasienmeisterschaft
| - 2005: Zweiter - 2008: Zweiter - 2010: zurückgezogen - 2013: Sieger - 2015: Sieger - 2017: Sieger - 2019: zurückgezogen - 2022: zurückgezogen |

### Algarve- und Zypern-Cup
Nordkorea nahm 2014 zum bisher einzigen Mal am Algarve-Cup teil und spielte zunächst in der Gruppe der schwächeren Mannschaften. Nach drei Siegen traf Nordkorea im Spiel um Platz 7 auf die USA, welches aber mit 0:3 verloren ging. 2017 nahm die Mannschaft erstmals am Zypern-Cup teil, wo die Mannschaft in der Gruppenphase hinter dem späteren Turniersieger Schweiz den zweiten Platz belegte und anschließend das Spiel um Platz 3 gegen Irland mit 2:0 gewann. 2018 wurde Nordkorea als Ersatz für die zuvor eingeladene Mannschaft von Trinidad & Tobago eingeladen und erreichte wieder den dritten Platz durch einen 2:1-Sieg gegen den entthronten Titelverteidiger Schweiz. 2019 gewannen die Nordkoreanerinnen das Finale des Zypern-Cups gegen Italien in Unterzahl im Elfmeterschießen.

## Spiele gegen deutschsprachige Nationalmannschaften
Alle Ergebnisse aus nordkoreanischer Sicht.

### Deutschland
| Datum              | Ort        | Ergebnis | Anlass             |
| ------------------ | ---------- | -------- | ------------------ |
| 22. September 2007 | Wuhan      | 0:3      | WM-Viertelfinale   |
| 12. August 2008    | Tianjin    | 0:1      | Olympiavorrunde    |
| 17. Februar 2010   | Duisburg   | 0:3      | Freundschaftsspiel |
| 21. Mai 2011       | Ingolstadt | 0:2      | Freundschaftsspiel |

### Österreich
| Datum        | Ort   | Ergebnis | Anlass           |
| ------------ | ----- | -------- | ---------------- |
| 7. März 2014 | Lagos | 2:0      | Algarve-Cup 2014 |

### Schweiz
| Datum        | Ort       | Ergebnis | Anlass                           |
| ------------ | --------- | -------- | -------------------------------- |
| 3. März 2017 | Larnaka   | 0:1      | Zypern-Cup 2017                  |
| 7. März 2018 | Paralimni | 2:1      | Zypern-Cup 2018 Spiel um Platz 3 |

Gegen andere deutschsprachige Nationalmannschaften gab es bisher keine Spiele.